# Club Vosgien

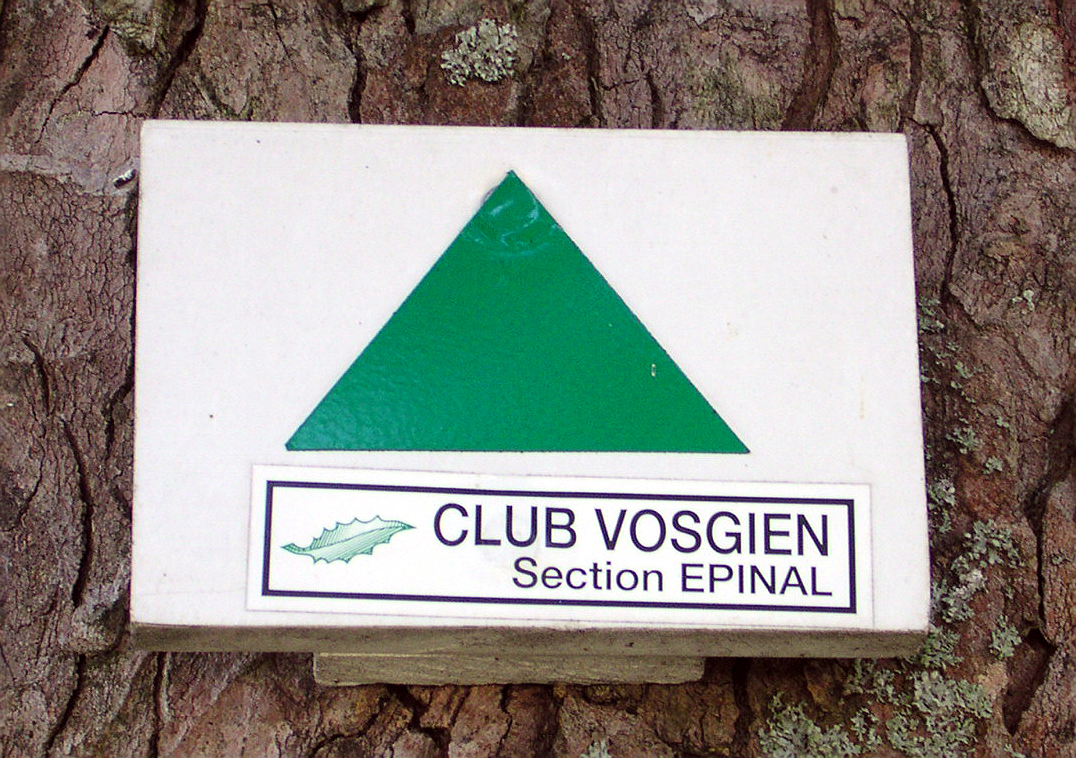
Wegmarkierung des Vogesenclubs

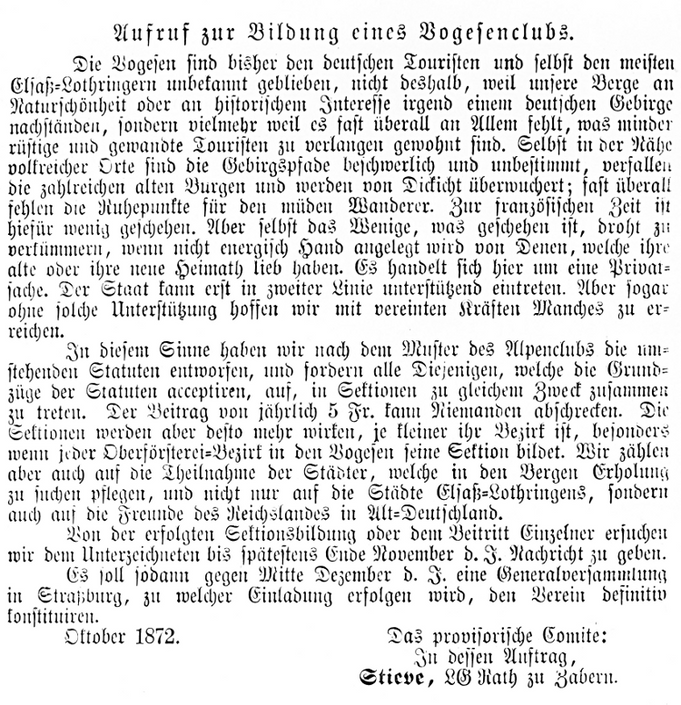
Gründungsaufruf von 1872

Der Club Vosgien (seit 1995 offiziell Fédération du Club Vosgien, deutsch Vogesenclub) ist ein französischer Wanderverein mit Schwerpunkten im Elsass, im östlichen Lothringen und in der nordöstlichen Franche-Comté.
Der als Gründungsvater geltende, aus Recklinghausen gebürtige Jurist Richard Stieve, der nach dem Krieg von 1870/71 als Landgerichtsrat in Zabern tätig war, verfasste am 31. Oktober 1872 den „Aufruf zur Bildung eines Vogesenclubs“. Dieser Aufruf führte am 15. Dezember 1872 zur konstituierenden Versammlung in Straßburg. Erster Vorsitzender war Curt Mündel, bekannt durch seinen vielfach aufgelegten Führer Die Vogesen – Reisehandbuch für Elsaß-Lothringen und angrenzende Gebirge. 1879 wurde der Verein als gemeinnützig anerkannt. In der Zeit um 1890–1910 errichtete der Vogesenclub die Aussichtstürme auf den Gipfeln Scherhol, Grand Wintersberg, Wasenkoepfel, Brotschberg, Climont, Champ du Feu, Heidenkopf, Ungersberg und Faudé. Bei der Gründung des Deutschen Wanderverbands 1883 war er einer der maßgeblichen Initiatoren und wurde dessen zehntes Mitglied. Nach Rückkehr Elsaß-Lothringens zu Frankreich 1919 schied er aus diesem aus, von 1940 bis 1944 war er als Vogesenverein wieder kurzfristig Mitglied.
Der Vogesenclub zählt 111 Ortsgruppen (Stand 2006) und etwa 34.000 Mitglieder. Die Hauptgeschäftsstelle befindet sich in Straßburg. Hauptvorsitzender ist seit 2017 Alain Ferstler aus Montbronn.
Zu den Aufgaben des Vereins gehören unter anderem die Unterhaltung und Kennzeichnung des knapp 19.000 km umfassenden Wanderwegenetzes. Die Wegzeichen werden von über 760 Mitgliedern ehrenamtlich angebracht. Der Verein bewirtschaftet 26 eigene Wanderherbergen und unterhält 67 Schutzhütten. Neben der Förderung des Wandertourismus widmet sich der Vogesenclub auch anderen Naturaktivitäten wie Klettern und Skisport sowie dem Naturschutz. Der Verein publiziert Wanderführer und Wanderkarten, als Mitteilungsorgan wird die Dritteljahresschrift Les Vosges herausgegeben.
Der Vogesenclub ist Mitglied der Fédération française de la randonnée pédestre.